# AFC Champions League 2021
La AFC Champions League 2021 è stata la 40ª edizione della massima competizione calcistica per club dell'Asia. Il torneo è iniziato il 7 aprile 2021 e si è concluso il 23 novembre 2021.

## Regolamento
| Valutazione per la AFC Champions League 2021 | Valutazione per la AFC Champions League 2021 |
| -------------------------------------------- | -------------------------------------------- |
|                                              | Rispetta i criteri                           |
|                                              | Non rispetta i criteri                       |

| Posizione | Posizione | Associazione        | Punti  | Slot          | Slot     | Slot          | Slot     |
| Posizione | Posizione | Associazione        | Punti  | Fase a Girone | Play-off | Play-off      | Play-off |
| Regione   | AFC       | Associazione        | Punti  | Fase a Girone | Play-off | Turno Prelim. |          |
| --------- | --------- | ------------------- | ------ | ------------- | -------- | ------------- | -------- |
| 1         | 2         | Qatar               | 97.644 | 3             | 1        | 0             |          |
| 2         | 4         | Arabia Saudita      | 88.449 | 3             | 1        | 0             |          |
| 3         | 6         | Iran                | 81.724 | 3             | 1        | 0             |          |
| 4         | 7         | Emirati Arabi Uniti | 61.870 | 2             | 2        | 0             |          |
| 5         | 9         | Iraq                | 48.992 | 1             | 2        | 0             |          |
| 6         | 10        | Uzbekistan          | 45.562 | 1             | 1        | 0             |          |
| 7         | 12        | Giordania           | 33.852 | 1             | 0        | 0             |          |
| 8         | 15        | India               | 29.576 | 1             | 0        | 0             |          |
| 9         | 17        | Tagikistan          | 28.361 | 1             | 0        | 0             |          |
| 10        | 20        | Turkmenistan        | 26.532 | 0             | 0        | 0             |          |
| 11        | 21        | Libano              | 24.746 | 0             | 0        | 0             |          |
| 12        | 22        | Siria               | 22.505 | 0             | 0        | 0             |          |
| Totale    | Totale    | Totale              | Totale | 16            | 8        | 0             |          |
| Totale    | Totale    | Totale              | Totale | 16            | 8        |               |          |
| Totale    | Totale    | Totale              | Totale | 24            |          |               |          |

| Posizione | Posizione | Associazione   | Punti   | Slot          | Slot     | Slot          | Slot     |
| Posizione | Posizione | Associazione   | Punti   | Fase a Girone | Play-off | Play-off      | Play-off |
| Regione   | AFC       | Associazione   | Punti   | Fase a Girone | Play-off | Turno Prelim. |          |
| --------- | --------- | -------------- | ------- | ------------- | -------- | ------------- | -------- |
| 1         | 1         | Cina           | 100.000 | 2             | 1        | 0             |          |
| 2         | 3         | Giappone       | 93.321  | 4             | 0        | 0             |          |
| 3         | 5         | Corea del Sud  | 85.979  | 4             | 0        | 0             |          |
| 4         | 8         | Thailandia     | 51.189  | 4             | 0        | 0             |          |
| 5         | 11        | Australia      | 40.896  | 0             | 0        | 0             |          |
| 6         | 13        | Filippine      | 32.130  | 1             | 1        | 0             |          |
| 7         | 14        | Corea del Nord | 30.100  | 0             | 0        | 0             |          |
| 8         | 16        | Vietnam        | 28.571  | 1             | 0        | 0             |          |
| 9         | 18        | Malaysia       | 26.960  | 1             | 0        | 0             |          |
| 10        | 19        | Singapore      | 26.607  | 1             | 0        | 0             |          |
| 11        | 23        | Hong Kong      | 19.945  | 1             | 0        | 0             |          |
| 12        | 27        | Myanmar        | 12.756  | 0             | 0        | 0             |          |
| Totale    | Totale    | Totale         | Totale  | 19            | 2        | 0             |          |
| Totale    | Totale    | Totale         | Totale  | 19            | 2        |               |          |
| Totale    | Totale    | Totale         | Totale  | 21            |          |               |          |

## Squadre partecipanti
| Team                                             | Metodo di Qualificazione                                                                      | App                                              | Ultima App                                       |
| Ingresso diretto alla Fase a Gironi (Gruppi A–E) | Ingresso diretto alla Fase a Gironi (Gruppi A–E)                                              | Ingresso diretto alla Fase a Gironi (Gruppi A–E) | Ingresso diretto alla Fase a Gironi (Gruppi A–E) |
| ------------------------------------------------ | --------------------------------------------------------------------------------------------- | ------------------------------------------------ | ------------------------------------------------ |
| Al-Duhail                                        | vincitore Qatar Stars League 2019-2020                                                        | 10°                                              | 2020                                             |
| Al-Sadd                                          | 3º posto Qatar Stars League 2018-2019 vincitore Coppa dell'Emiro del Qatar 2020               | 16°                                              | 2020                                             |
| Al-Rayyan                                        | 2º posto Qatar Stars League 2018-2019                                                         | 11°                                              | 2020                                             |
| Al-Hilal                                         | vincitore Saudi Professional League 2019-2020 vincitore King Cup 2020                         | 17°                                              | 2020                                             |
| Al-Nassr                                         | 2º posto Saudi Professional League 2019-2020                                                  | 6°                                               | 2020                                             |
| Al-Ahli                                          | 3º posto Saudi Professional League 2019-2020                                                  | 13°                                              | 2020                                             |
| Persepolis                                       | vincitore Persian Gulf Pro League 2019-2020                                                   | 10°                                              | 2020                                             |
| Tractor                                          | vincitore Coppa dell'Iran 2020                                                                | 6°                                               | 2018                                             |
| Esteghlal                                        | 2º posto Persian Gulf Pro League 2019-2020                                                    | 12°                                              | 2020                                             |
| Sharjah                                          | vincitore UAE Arabian Gulf League 2018-2019                                                   | 4°                                               | 2020                                             |
| Al-Ahli                                          | 2º posto UAE Arabian Gulf League 2018-2019 vincitore Coppa del Presidente degli EAU 2017-2018 | 9°                                               | 2020                                             |
| Al-Shorta                                        | vincitore Dawri Al-Nokhba 2018-2019                                                           | 5°                                               | 2020                                             |
| Pakhtakor                                        | vincitore Uzbekistan Super League 2020 vincitore Coppa dell'Uzbekistan 2020                   | 17°                                              | 2020                                             |
| Al-Wehdat                                        | vincitore Jordanian Pro League 2020                                                           | 7°                                               | 2019                                             |
| Goa                                              | 1º posto Indian Super League Regular Season 2019-2020                                         | 1°                                               |                                                  |
| Istiklol                                         | vincitore Tajikistan Higher League 2020                                                       | 3°                                               | 2020                                             |
| Partecipanti ai Play-off                         |                                                                                               |                                                  |                                                  |
| Ingresso ai Play-off                             |                                                                                               |                                                  |                                                  |
| Al-Gharafa                                       | 4º posto Qatar Stars League 2019-2020                                                         | 10°                                              | 2018                                             |
| Al-Wahda                                         | 4º posto Saudi Professional League 2019-2020                                                  | 1°                                               |                                                  |
| Foolad                                           | 3º posto Persian Gulf Pro League 2019-2020                                                    | 4°                                               | 2015                                             |
| Al-Wahda                                         | 3º posto UAE Arabian Gulf League 2018-2019                                                    | 12°                                              | 2020                                             |
| Al-Ain                                           | 4º posto UAE Arabian Gulf League 2018-2019                                                    | 16°                                              | 2020                                             |
| Al-Zawraa                                        | vincitore Coppa dell'Iraq 2018-2019                                                           | 6°                                               | 2020                                             |
| Al-Quwa Al-Jawiya                                | 2º posto Dawri Al-Nokhba 2018-2019                                                            | 5°                                               | 2019                                             |
| AGMK                                             | 3º posto Uzbekistan Super League 2020                                                         | 2°                                               | 2019                                             |

| Team                                             | Metodo di Qualificazione                                                            | App                                              | Ultima App                                       |
| Ingresso diretto alla Fase a Gironi (Gruppi F–J) | Ingresso diretto alla Fase a Gironi (Gruppi F–J)                                    | Ingresso diretto alla Fase a Gironi (Gruppi F–J) | Ingresso diretto alla Fase a Gironi (Gruppi F–J) |
| ------------------------------------------------ | ----------------------------------------------------------------------------------- | ------------------------------------------------ | ------------------------------------------------ |
| Jiangsu Suning                                   | vincitore Chinese Super League 2020                                                 | 4°                                               | 2017                                             |
| Guangzhou Evergrande                             | 2º posto Chinese Super League 2020                                                  | 10°                                              | 2020                                             |
| Beijing                                          | 3º posto Chinese Super League 2020                                                  | 10°                                              | 2020                                             |
| Kawasaki Frontale                                | vincitore J1 League 2020                                                            | 8°                                               | 2019                                             |
| Gamba Osaka                                      | 2º posto J1 League 2020 vincitore Coppa dell'Imperatore 2020                        | 10º                                              | 2017                                             |
| Nagoya Grampus                                   | 3º posto J1 League 2020                                                             | 4º                                               | 2012                                             |
| Jeonbuk Hyundai Motors                           | vincitore K League 1 2020 vincitore Korean FA Cup 2020                              | 14°                                              | 2020                                             |
| Ulsan Hyundai                                    | 2º posto K League 1 2020                                                            | 9°                                               | 2020                                             |
| BG Pathum United                                 | 1° Thai League 2020 dopo la prima metà di stagione                                  | 2°                                               | 2015                                             |
| Port                                             | 2° Thai League 2020 dopo la prima metà di stagione                                  | 2°                                               | 2020                                             |
| Sydney FC                                        | 1º posto A-League Regular Season 2019-2020 vincitore A-League Grand Final 2019-2020 | 7°                                               | 2020                                             |
| United City                                      | vincitore Philippines Football League 2020                                          | 4°                                               | 2020                                             |
| Viettel                                          | vincitore V League 1 2020                                                           | 1°                                               |                                                  |
| Johor Darul Ta'zim                               | vincitore Malaysia Super League 2020                                                | 7°                                               | 2020                                             |
| Tampines Rovers                                  | 2º posto S.League 2020                                                              | 6°                                               | 2020                                             |
| Kitchee                                          | vincitore Hong Kong Premier League 2019-2020                                        | 6°                                               | 2019                                             |
| Partecipanti ai Play-off                         |                                                                                     |                                                  |                                                  |
| Ingresso ai Play-off                             |                                                                                     |                                                  |                                                  |
| Shanghai Port                                    | 4º posto Chinese Super League 2020                                                  | 6°                                               | 2020                                             |
| Cerezo Osaka                                     | 4º posto J1 League 2020                                                             | 4º                                               | 2018                                             |
| Pohang Steelers                                  | 3º posto K League 1 2020                                                            | 8°                                               | 2016                                             |
| Daegu                                            | 5º posto K League 1 2020                                                            | 2°                                               | 2019                                             |
| Chiangrai United                                 | 3° Thai League 2020 dopo la prima metà di stagione                                  | 4°                                               | 2020                                             |
| Ratchaburi Mitr Phol                             | 4° Thai League 2020 dopo la prima metà di stagione                                  | 1°                                               |                                                  |
| Ingresso al turno preliminare                    |                                                                                     |                                                  |                                                  |
| Melbourne City                                   | 2º posto A-League Regular Season 2019-2020                                          | 1°                                               |                                                  |
| Brisbane Roar                                    | 4º posto A-League Regular Season 2019-2020                                          | 6°                                               | 2018                                             |
| Kaya – Iloilo                                    | 2º posto Philippines Football League 2020                                           | 1°                                               |                                                  |
| Shan United                                      | vincitore Myanmar National League 2020                                              | 3°                                               | 2020                                             |

## Calendario
| Fase                         | Turno            | Data sorteggio    | Ovest                | Est                      |
| ---------------------------- | ---------------- | ----------------- | -------------------- | ------------------------ |
| Fase preliminare             | Primo Turno      | Nessun sorteggio  | n.d.                 | n.d.                     |
| Play-off                     | Play-off         | Nessun sorteggio  | 7 aprile 2021        | 23 giugno 2021           |
| Fase a gironi                | Prima giornata   | 27 gennaio 2021   | 14-30 aprile 2021    | 22 giugno-11 luglio 2021 |
| Fase a gironi                | Seconda giornata | 27 gennaio 2021   | 14-30 aprile 2021    | 22 giugno-11 luglio 2021 |
| Fase a gironi                | Terza giornata   | 27 gennaio 2021   | 14-30 aprile 2021    | 22 giugno-11 luglio 2021 |
| Fase a gironi                | Quarta giornata  | 27 gennaio 2021   | 14-30 aprile 2021    | 22 giugno-11 luglio 2021 |
| Fase a gironi                | Quinta giornata  | 27 gennaio 2021   | 14-30 aprile 2021    | 22 giugno-11 luglio 2021 |
| Fase a gironi                | Sesta giornata   | 27 gennaio 2021   | 14-30 aprile 2021    | 22 giugno-11 luglio 2021 |
| Fase ad eliminazione diretta | Ottavi di finale | 27 gennaio 2021   | 13-14 settembre 2021 | 14-15 settembre 2021     |
| Fase ad eliminazione diretta | Quarti di finale | 17 settembre 2021 | 16 ottobre 2021      | 17 ottobre 2021          |
| Fase ad eliminazione diretta | Semi-Finali      | 17 settembre 2021 | 19 ottobre 2021      | 20 ottobre 2021          |
| Fase ad eliminazione diretta | Finale           | 17 settembre 2021 | 27 novembre 2021     | 27 novembre 2021         |

## Fase preliminare
Nella fase a qualificazione, ogni incrocio è disputato in partita singola. I tempi supplementari e i calci di rigore sono usati per decidere il vincitore, se necessario. I vincitori di ogni incrocio dei play-off ottengono la qualificazione per la fase a gironi insieme alle 24 squadre qualificate automaticamente. Tutti i perdenti in ogni turno, che provengono da associazioni con un solo posto nei play-off entrano nella fase a gironi della Coppa dell'AFC 2021.

### Primo turno preliminare
| Squadra 1      | Risultato      | Squadra 2      |
| Zona Orientale | Zona Orientale | Zona Orientale |
| -------------- | -------------- | -------------- |
| Brisbane Roar  | n.d.           | Kaya–Iloilo    |
| Melbourne City | n.d.           | Shan United    |

### Play-off
| Squadra 1        | Risultato        | Squadra 2            |
| Zona occidentale | Zona occidentale | Zona occidentale     |
| ---------------- | ---------------- | -------------------- |
| Al-Gharafa       | 0 - 1            | AGMK                 |
| Al-Wehda         | 1 - 1 (2-3 dtr)  | Al-Quwa Al-Jawiya    |
| Foolad           | 4 - 0            | Al-Ain               |
| Al-Wahda         | 2 - 1            | Al-Zawraa            |
| Zona orientale   |                  |                      |
| Shanghai Haigang | 0 - 1            | Kaya–Iloilo          |
| Cerezo Osaka     | n.d.             | Melbourne City       |
| Pohang Steelers  | n.d.             | Ratchaburi Mitr Phol |
| Daegu            | n.d.             | Chiangrai United     |

## Fase a gironi

### Girone A
| Squadra        | P.ti | G | V | P | S | GF | GS | DG |
| -------------- | ---- | - | - | - | - | -- | -- | -- |
| Istiklol       | 10   | 6 | 3 | 1 | 2 | 10 | 8  | +2 |
| Al-Hilal       | 10   | 6 | 3 | 1 | 2 | 11 | 9  | +2 |
| Shabab Al-Ahli | 7    | 6 | 2 | 1 | 3 | 6  | 6  | 0  |
| AGMK           | 7    | 6 | 2 | 1 | 3 | 9  | 13 | -4 |

### Girone B
| Squadra           | P.ti | G | V | P | S | GF | GS | DG |
| ----------------- | ---- | - | - | - | - | -- | -- | -- |
| Sharjah           | 11   | 6 | 3 | 2 | 1 | 9  | 6  | +3 |
| Tractor           | 10   | 6 | 2 | 4 | 0 | 6  | 3  | +3 |
| Pakhtakor         | 7    | 6 | 1 | 4 | 1 | 6  | 8  | -2 |
| Al-Quwa Al-Jawiya | 2    | 6 | 0 | 2 | 4 | 2  | 6  | -4 |

### Girone C
| Squadra   | P.ti | G | V | P | S | GF | GS | DG |
| --------- | ---- | - | - | - | - | -- | -- | -- |
| Esteghlal | 11   | 6 | 3 | 2 | 1 | 14 | 8  | +6 |
| Al-Duhail | 9    | 6 | 2 | 3 | 1 | 11 | 9  | +2 |
| Al-Ahli   | 9    | 6 | 2 | 3 | 1 | 9  | 8  | +1 |
| Al-Shorta | 3    | 6 | 1 | 0 | 5 | 3  | 12 | -9 |

### Girone D
| Squadra   | P.ti | G | V | P | S | GF | GS | DG |
| --------- | ---- | - | - | - | - | -- | -- | -- |
| Al-Nassr  | 11   | 6 | 3 | 2 | 1 | 9  | 5  | +4 |
| Al-Sadd   | 10   | 6 | 3 | 1 | 2 | 9  | 7  | +2 |
| Al-Wehdat | 7    | 6 | 2 | 1 | 3 | 4  | 7  | -3 |
| Foolad    | 5    | 6 | 1 | 2 | 3 | 3  | 6  | -3 |

### Girone E
| Squadra    | P.ti | G | V | P | S | GF | GS | DG |
| ---------- | ---- | - | - | - | - | -- | -- | -- |
| Persepolis | 15   | 6 | 5 | 0 | 1 | 14 | 5  | +9 |
| Al-Wahda   | 13   | 6 | 4 | 1 | 1 | 7  | 3  | +4 |
| Goa        | 3    | 6 | 0 | 3 | 3 | 2  | 9  | -7 |
| Al-Rayyan  | 2    | 6 | 0 | 2 | 4 | 6  | 12 | -6 |

### Girone F
| Squadra          | P.ti | G | V | P | S | GF | GS | DG  |
| ---------------- | ---- | - | - | - | - | -- | -- | --- |
| Ulsan Hyundai    | 18   | 6 | 6 | 0 | 0 | 13 | 1  | +12 |
| BG Pathum United | 12   | 6 | 4 | 0 | 2 | 10 | 6  | +4  |
| Viettel          | 6    | 6 | 2 | 0 | 4 | 7  | 9  | -2  |
| Kaya–Iloilo      | 0    | 6 | 0 | 0 | 6 | 2  | 16 | -14 |

### Girone G
| Squadra              | P.ti | G | V | P | S | GF | GS | DG  |
| -------------------- | ---- | - | - | - | - | -- | -- | --- |
| Nagoya Grampus       | 16   | 6 | 5 | 1 | 0 | 14 | 2  | +12 |
| Pohang Steelers      | 11   | 6 | 3 | 2 | 1 | 9  | 5  | +4  |
| Johor                | 4    | 6 | 1 | 1 | 4 | 3  | 9  | -6  |
| Ratchaburi Mitr Phol | 2    | 6 | 0 | 2 | 4 | 0  | 10 | -10 |

### Girone H
| Squadra                | P.ti | G | V | P | S | GF | GS | DG  |
| ---------------------- | ---- | - | - | - | - | -- | -- | --- |
| Jeonbuk Hyundai Motors | 16   | 6 | 5 | 1 | 0 | 22 | 5  | +17 |
| Gamba Osaka            | 9    | 6 | 2 | 3 | 1 | 15 | 7  | +8  |
| Chiangrai United F.C.  | 8    | 6 | 2 | 2 | 2 | 8  | 7  | +1  |
| Tampines Rovers        | 0    | 6 | 0 | 0 | 6 | 1  | 27 | -26 |

### Girone I
| Squadra           | P.ti | G | V | P | S | GF | GS | DG  |
| ----------------- | ---- | - | - | - | - | -- | -- | --- |
| Kawasaki Frontale | 18   | 6 | 6 | 0 | 0 | 27 | 3  | +24 |
| Daegu             | 12   | 6 | 4 | 0 | 2 | 22 | 6  | +16 |
| United City       | 4    | 6 | 1 | 1 | 4 | 4  | 24 | -20 |
| Beijing Guo'an    | 1    | 6 | 0 | 1 | 5 | 3  | 23 | -20 |

### Girone J
| Squadra      | P.ti | G | V | P | S | GF | GS | DG  |
| ------------ | ---- | - | - | - | - | -- | -- | --- |
| Cerezo Osaka | 14   | 6 | 4 | 2 | 0 | 13 | 2  | +11 |
| Kitchee      | 11   | 6 | 3 | 2 | 1 | 6  | 3  | +3  |
| Port         | 8    | 6 | 2 | 2 | 2 | 10 | 8  | +2  |
| Guangzhou    | 0    | 6 | 0 | 0 | 6 | 1  | 17 | -16 |

### Raffronto tra le seconde classificate

#### Asia occidentale
| Squadra   | Pt | G | V | N | P | GF | GS | DR | Gruppo |
| --------- | -- | - | - | - | - | -- | -- | -- | ------ |
| Al-Wahda  | 13 | 6 | 4 | 1 | 1 | 7  | 3  | +4 | E      |
| Tractor   | 10 | 6 | 2 | 4 | 0 | 6  | 3  | +3 | B      |
| Al-Hilal  | 10 | 6 | 3 | 1 | 2 | 11 | 9  | +2 | A      |
| Al-Sadd   | 10 | 6 | 3 | 1 | 2 | 9  | 7  | +2 | D      |
| Al-Duhail | 9  | 6 | 2 | 3 | 1 | 11 | 9  | +2 | C      |

#### Asia orientale
| Squadra          | Pt | G | V | N | P | GF | GS | DR  | Gruppo |
| ---------------- | -- | - | - | - | - | -- | -- | --- | ------ |
| Daegu            | 12 | 6 | 4 | 0 | 2 | 22 | 6  | +16 | I      |
| BG Pathum United | 12 | 6 | 4 | 0 | 2 | 10 | 6  | +4  | F      |
| Pohang Steelers  | 11 | 6 | 3 | 2 | 1 | 9  | 5  | +4  | G      |
| Kitchee          | 11 | 6 | 3 | 2 | 1 | 6  | 3  | +3  | J      |
| Gamba Osaka      | 9  | 6 | 2 | 3 | 1 | 15 | 7  | +8  | H      |

## Fase a eliminazione diretta

### Ottavi di finale
| Squadra 1        | Risultato        | Squadra 2         |                  |                  |
| Asia Occidentale | Asia Occidentale | Asia Occidentale  | Asia Occidentale | Asia Occidentale |
| ---------------- | ---------------- | ----------------- | ---------------- | ---------------- |
| Istiklol         | 0 - 1            | Persepolis        |                  |                  |
| Sharjah          | 1 - 1 (4-5 dtr)  | Al-Wahda          |                  |                  |
| Esteghlal        | 0 - 2            | Al-Hilal          |                  |                  |
| Al-Nassr         | 1 - 0            | Tractor           |                  |                  |
| Asia Orientale   |                  |                   |                  |                  |
| Ulsan HD         | 0 - 0 (3-2 dtr)  | Kawasaki Frontale |                  |                  |
| Nagoya Grampus   | 4 - 2            | Daegu             |                  |                  |
| Jeonbuk Hyundai  | 1 - 1 (4-2 dtr)  | BG Pathum Utd     |                  |                  |
| Cerezo Osaka     | 0 - 1            | Pohang Steelers   |                  |                  |

### Quarti di finale
| Squadra 1        | Risultato        | Squadra 2        |
| Asia Occidentale | Asia Occidentale | Asia Occidentale |
| ---------------- | ---------------- | ---------------- |
| Persepolis       | 0 - 3            | Al-Hilal         |
| Al-Wahda         | 1 - 5            | Al-Nassr         |
| Asia Orientale   |                  |                  |
| Pohang Steelers  | 3 - 0            | Nagoya Grampus   |
| Jeonbuk Hyundai  | 2 - 3 (dts)      | Ulsan HD         |

### Semifinali
| Squadra 1        | Risultato        | Squadra 2        |
| Asia Occidentale | Asia Occidentale | Asia Occidentale |
| ---------------- | ---------------- | ---------------- |
| Al-Nassr         | 1 - 2            | Al-Hilal         |
| Asia Orientale   |                  |                  |
| Ulsan Hyundai    | 1 - 1 (4-5 dtr)  | Pohang Steelers  |

### Finale
| Arbitro: | Mohammed Abdulla Hassan M. |

|                                        |           |  |
| Nasser Al-Dawsari 1’ Moussa Marega 64’ | Marcatori |  |

| Al Hilal | Pohang Steelers |

|                 |    |                           |     |       |
|                 |    |                           |     |       |
| GK              | 1  | Abdullah Al-Mayouf        |     |       |
| RB              | 2  | Mohammed Al-Breik         |     |       |
| CB              | 20 | Jang Hyun-soo             |     |       |
| CB              | 32 | Muteb Al-Mufarrij         |     |       |
| LB              | 16 | Nasser Al-Dawsari         |     |       |
| CM              | 7  | Salman Al-Faraj (c)       |     |       |
| CM              | 28 | Mohamed Kanno             | 83’ | 90+4’ |
| RM              | 17 | Moussa Marega             | 26’ |       |
| AM              | 15 | Matheus Pereira           | 84’ |       |
| LM              | 29 | Salem Al-Dossari          |     |       |
| FW              | 18 | Bafétimbi Gomis           |     | 85’   |
| A disposizione: |    |                           |     |       |
| FW              | 14 | Abdullah Al-Hamdan        |     |       |
| GK              | 33 | Abdullah Al-Jadaani       |     |       |
| CM              | 43 | Musab Fahz Aljuwayr       |     |       |
| CB              | 23 | Madallah Al-Olayan        |     |       |
| FW              | 56 | Mohammed Hamad Al Qahtani |     |       |
| CB              | 12 | Yasser Al-Shahrani        |     | 85’   |
| FW              | 11 | Saleh Al-Shehri           |     |       |
| GK              | 31 | Hbib Alwotayan            |     |       |
| CB              | 88 | Hamad Al-Yami             |     |       |
| CB              | 70 | Mohammed Jahfali          |     | 90+4’ |
| Allenatore      |    |                           |     |       |
| Leonardo Jardim |    |                           |     |       |

|                 |    |                   |     |     |
|                 |    |                   |     |     |
| GK              | 21 | Jun Lee           |     |     |
| RB              | 32 | Seung-Wook Park   |     |     |
| CB              | 13 | Gwon Wan-gyu      | 42’ |     |
| CB              | 2  | Alex Grant        | 20’ |     |
| LB              | 10 | Kang Sang-woo (c) |     |     |
| CM              | 17 | Shin Kwang-hoon   |     |     |
| CM              | 57 | Lee Soo-bin       |     | 46’ |
| RM              | 8  | Mario Kvesić      |     | 46’ |
| AM              | 6  | Sin Jin-ho        |     |     |
| LM              | 77 | Lim Sang-hyub     | 67’ |     |
| FW              | 82 | Manuel Palacios   |     |     |
| A disposizione: |    |                   |     |     |
| CB              | 14 | Oh Beom-seok      |     |     |
| GK              | 41 | Sung-Hoon Cho     |     |     |
| CM              | 79 | Young-Jun Goh     |     | 46’ |
| CB              | 4  | Jeon Min-gwang    | 53’ | 46’ |
| FW              | 37 | Kim Ho-nam        |     |     |
| CM              | 38 | Jin-Hyeon Kim     |     |     |
| CM              | 30 | Kim Ryun-Sung     |     |     |
| CB              | 25 | Kim Seong-ju      |     |     |
| FW              | 20 | Lee Ho-jae        |     |     |
| CB              | 3  | Lee Kwang-joon    |     |     |
| Allenatore:     |    |                   |     |     |
| Kim Gi-dong     |    |                   |     |     |

## Statistiche

### Classifica marcatori
| Gol | Rigori |  | Giocatore            | Squadra           |
| --- | ------ |  | -------------------- | ----------------- |
| 9   | 1      |  | Michael Olunga       | Al-Duhail         |
| 8   | 3      |  | Gustavo              | Jeonbuk           |
| 6   | 0      |  | Leandro Damião       | Kawasaki Frontale |
| 6   | 0      |  | Patric               | Gamba Osaka       |
| 6   | 0      |  | Modou Barrow         | Jeonbuk           |
| 6   | 0      |  | Edgar                | Daegu             |
| 6   | 0      |  | Bafétimbi Gomis      | Al-Hilal          |
| 5   | 0      |  | Cesinha              | Daegu             |
| 5   | 2      |  | Abderrazak Hamdallah | Al Nasr           |
| 5   | 3      |  | Cheick Diabaté       | Esteghlal         |